# Why Do You Want Him?
«Why Do You Want Him» ( en español "Por qué lo quieres?") es la segunda canción del Ep Slappy de la banda de Punk Rock Green Day y también fue incluida en su Álbum recopilatorio 1,039/Smoothed Out Slappy Hours. Esta canción fue la primera canción que escribió Billie Joe Armstrong cuando tenía catorce años.

## Letra
La canción habla de un padrastro que Armstrong y sus hermanos detestaban , Billie Joe afirmó en 2010 que no se trataba de ninguna chica que a él le gustaba, si no de su madre.

## Créditos
- Billie Joe Armstrong
- Mike Dirnt
- Al Sobrante

- Datos: Q22082555